# Bourg-sous-Châtelet
Bourg-sous-Châtelet je francouzská obec v departementu Territoire de Belfort, v regionu Franche-Comté v severovýchodní Francii. V okolí je méně úrodná půda, pěstuje se žito a oves.
Název vesnice je podle hradu, který v těchto místech stál ve středověku.